# Fokker-Leimberger
La Fokker-Leimberger era una mitragliatrice a 12 canne rotanti a propulsione esterna, sviluppata in Germania durante la prima guerra mondiale. L'azione della Fokker-Leimberger differiva da quella di una Gatling in quanto impiegava un design a culatta rotante, noto anche come "schiaccianoci".
L'azienda produttrice, Fokker, ha affermato che l'arma ha raggiunto nei test oltre 7200 colpi per minuto, anche se questa affermazione molto probabilmente è un'esagerazione. L'arma non venne mai sostanzialmente adottata dall'esercito tedesco per i problemi constatati durante i test, attribuiti alla scarsa qualità delle munizioni tedesche in tempo di guerra.

## Design
La Fokker-Leimberger utilizzava una tecnologia a culatta rotante nota come "schiaccianoci". In questo progetto viene formata una camera temporanea unendo le due cavità di ruote dentate che si toccano mentre ruotano. La semplicità del design era accattivante, soprattutto perché non conteneva parti importanti che utilizzavano un movimento alternativo, come l'otturatore utilizzato in molte altre armi automatiche. Ignorando le varie sollecitazioni del materiale, la massima velocità di fuoco era quindi teoricamente limitata solo dal tempo necessario per completare la combustione del propellente da ciascuna cartuccia (sebbene, in pratica, il riscaldamento della canna sia un vincolo ben più grave).
Nonostante Fokker avesse detto che era riuscito a sparare 7200 colpi in un minuto, questa affermazione venne poi smentita da diversi esperti, anche per il fatto che numerosi furono i problemi constatati durante i test (come ad esempio la frequente rottura della giuntura fra i cilindri). Un'altra mitragliatrice a canne rotanti prodotta da Fokker negli anni '30 fu donata da Val Forgett, uno dei più importanti imprenditori del XX secolo nel campo delle armi da fuoco, alla Kentucky Military Treasures nel 1977 e, secondo il registro del museo, essa "si è rivelata fallimentare a causa della sua incapacità di sigillare i cilindri di culatta". Gli inglesi sperimentarono anche questo tipo di culatta per i cannoni degli aerei negli anni '50, ma lo abbandonarono. Questo tipo di culatta è stato utilizzato con successo solo in applicazioni a bassa pressione, come il lanciagranate Mk 18 Mod 0.
La Fokker-Leimberger utilizzava un sistema con i percussori montati su un piatto oscillante e non possedeva nessun estrattore: i bossoli venivano semplicemente lasciati sul nastro in uscita. Analogamente alla Gatling, l'uso di più canne consentiva il raffreddamento ad aria di ciascuna canna nel momento in cui le altre sparano.

## Storia
Il programma di sviluppo che portò al prototipo Fokker-Leimberger fu avviato dall'Idflieg attraverso una circolare inviata ai produttori di armi da fuoco tedeschi il 16 agosto 1916. Questo documento, scritto dal maggiore Wilhelm Siegert, richiedeva un'arma relativamente leggera, con un alto tasso di fuoco, per l'utilizzo negli aerei tedeschi. Ha inoltre suggerito di utilizzare fonti di alimentazione esterne per l'accensione automatica, come il motore dell'aereo stesso o l'energia elettrica. Alla circolare hanno risposto i progetti di varie aziende tedesche: oltre a Fokker, anche Siemens, Autogen e Gotha hanno presentato proposte. Nessuno di questi è entrato nella produzione di massa prima della fine della guerra, sebbene il prototipo Siemens sia stato utilizzato sul fronte occidentale e abbia ottenuto una vittoria aerea.
Come con i suoi altri progetti relativi alle mitragliatrici, Fokker ha collaborato con Heinrich W. Lübbe e con un altro ingegnere di nome Leimberger per questo progetto. Inizialmente hanno sviluppato un semplice adattamento dell'azione Maxim (a sua volta ampiamente utilizzata in Germania come MG 08), azionata da una manovella del motore. Il loro progetto più ambizioso tuttavia impiegava l'azione della culatta divisa, ancora non provata, in un design a 12 canne. L'idea per questo tipo di culatta non era del tutto nuova, essendo stata brevettata negli USA già nel 1861.
Dopo la guerra, un prototipo di Fokker-Leimberger fu rivendicato come proprietà personale da Anthony Fokker e lo portò con sé quando emigrò negli Stati Uniti nel 1922.  Il registro delle donazioni per l'esemplare ora trovato presso la Kentucky Historical Society afferma che tutti gli altri esemplari furono distrutti.